# Crema de estrellas
«Crema de estrellas» es una canción compuesta por Gustavo Cerati e interpretada por su banda Soda Stereo para el álbum de estudio Sueño Stereo, en la novena pista.

## Letra
Cerati compuso la canción mientras se encontraba viviendo en Chile, en la espera de su primer hijo junto a su esposa Cecilia. Fue compuesta en el Lago Vichuquén y que quedó fuera de su disco solista Amor amarillo pero luego fue incluida en el séptimo y último disco de su banda Soda Stereo.

"Yo tengo casa en un lago, entonces íbamos mucho ahí. De ahí salieron varias canciones de Sueño Stereo que las dejó para después. Una de ellas es "Crema de estrellas", que justamente habla del lago". Cecilia Amenábar, 2014.